# عبد الرحيم التنير
عبد الرحيم التنير (مواليد 26 أبريل 1951) ممثل مصري، من فناني الصف الثاني فكل ادواره بسيطة وثانوية. كانت بدايته من خلال المسرح في مسرحية (الصعايدة وصلوا) عام 1989، لتتوالى أعماله من بعدها ما بين السينما والتلفزيون، والتي من أبرزها (عريس من جهة أمنية، عمارة يعقوبيان، الجزيرة)، وافته المنية عام 2011 إثر نزيف في المخ.

## وصلات خارجية
- عبد الرحيم التنير على موقع الدهليز
- عبد الرحيم التنير على موقع قاعدة بيانات الأفلام العربية